# Antonio Rüdiger
Antonio Rüdiger (sinh ngày 3 tháng 3 năm 1993) là một cầu thủ bóng đá chuyên nghiệp người Đức hiện đang thi đấu ở vị trí trung vệ cho câu lạc bộ La Liga Real Madrid và đội tuyển bóng đá quốc gia Đức. Nổi tiếng nhờ lối chơi giàu tốc độ, thể lực sung mãn, khả năng không chiến tốt và khả năng tắc bóng siêu hạng, anh được đánh giá là một trong những trung vệ xuất sắc nhất thế giới trong thế hệ của mình.
Rüdiger bắt đầu sự nghiệp của mình tại VfB Stuttgart, đại diện cho đội dự bị của họ ở 3. Liga và đội một tại Bundesliga. Năm 2015, anh gia nhập Roma, ban đầu dưới dạng cho mượn và một năm sau với mức phí 9 triệu euro. Anh được Chelsea ký hợp đồng vào năm 2017 với giá ước tính 27 triệu bảng, nơi anh đã giành được FA Cup trong mùa giải đầu tiên của mình, tiếp theo là UEFA Europa League trong mùa giải thứ hai và UEFA Champions League vào năm 2021. Năm 2022, anh ký hợp đồng với nhà đương kim vô địch châu Âu Real Madrid.
Rüdiger có trận ra mắt quốc tế cho đội tuyển Đức vào tháng 5 năm 2014. Anh bỏ lỡ kỳ UEFA Euro 2016 do chấn thương hồi đầu mùa giải, song anh trở thành một mảnh ghép quan trọng trong việc đưa đội tuyển giành ngôi vô địch FIFA Confederations Cup 2017. Kể từ đó, anh đại diện đất nước tham dự FIFA World Cup 2018, UEFA Euro 2020, FIFA World Cup 2022 và UEFA Euro 2024.

## Sự nghiệp câu lạc bộ

### VfB Stuttgart

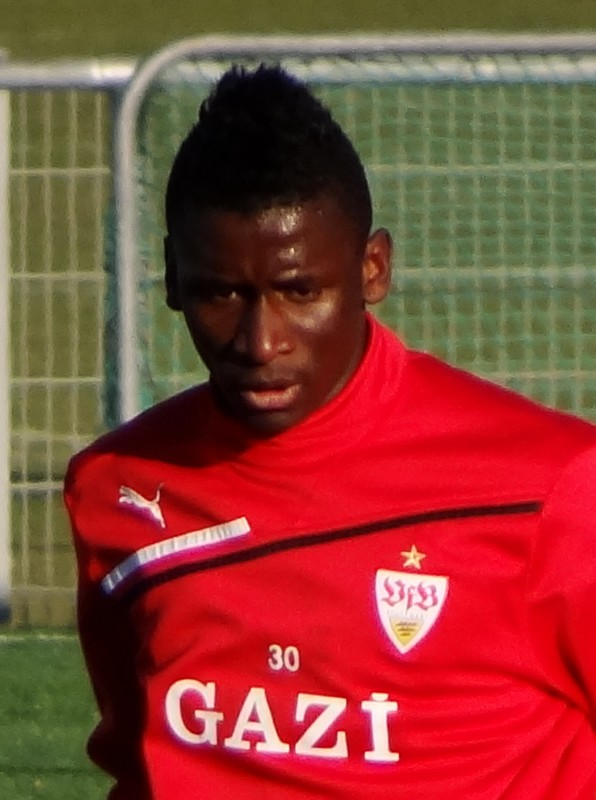
Rüdiger với VfB Stuttgart

Vào ngày 23 tháng 7 năm 2011, Rüdiger có trận ra mắt đầu tiên cho VfB Stuttgart II tại 3. Liga gặp Arminia Bielefeld. Sau đó vào ngày 29 tháng 1 năm 2012, Rüdiger có trận ra mắt Bundesliga cho đội một VfB Stuttgart trong trận đấu chuyên nghiệp trên sân nhà gặp Borussia Mönchengladbach, anh bị thay ra bởi Raphael Holzhauser ở phút 79 sau thất bại 3–0.
Năm sau, vào tháng 4 năm 2013, Rüdiger gia hạn hợp đồng với Stuttgart đến tháng 6 năm 2017. Vào ngày 1 tháng 6, anh chơi trận chung kết DFB-Pokal trong trận thua 3–2 trước Bayern Munich. Anh kết thúc mùa giải thứ hai ở đội một với 24 lần ra sân, cộng với 4 lần ra sân và 2 bàn thắng ở đội dự bị.
Rüdiger kết thúc mùa giải 2013–14 với 35 lần ra sân và ghi được 2 bàn thắng. Anh kết thúc mùa giải tiếp theo với chỉ 20 lần ra sân và một pha kiến tạo do nhiều chấn thương.

### Roma
On 19 August 2015, Serie A club Roma signed Rüdiger on loan from Stuttgart for €4 million. The clubs agreed on an optional €9 million transfer fee at the end of the one-year contract.
On 12 September, he made his debut in a 2–0 away win over Frosinone. On 9 January 2016 he scored his first goal for Roma in the 4th minute of a 1–1 home draw against Milan. He finished his season-long loan to Roma with 37 appearances and 2 goals. On 30 May, Roma officially signed Rüdiger from Stuttgart for €9 million + €0.5m bonuses on a four-year contract.
On 23 February 2017, as a substitute replacing Kostas Manolas in the 46th minute of a 1–0 home defeat against Villarreal in the round of 32 of the UEFA Europa League, he was sent off with a double yellow card in the 81st minute. On 30 April he was sent off with a red card in the 93rd minute in Derby della Capitale against Lazio in a 3–1 home defeat. Rüdiger finished his second season at Roma with 35 appearances and four assists.

### Chelsea

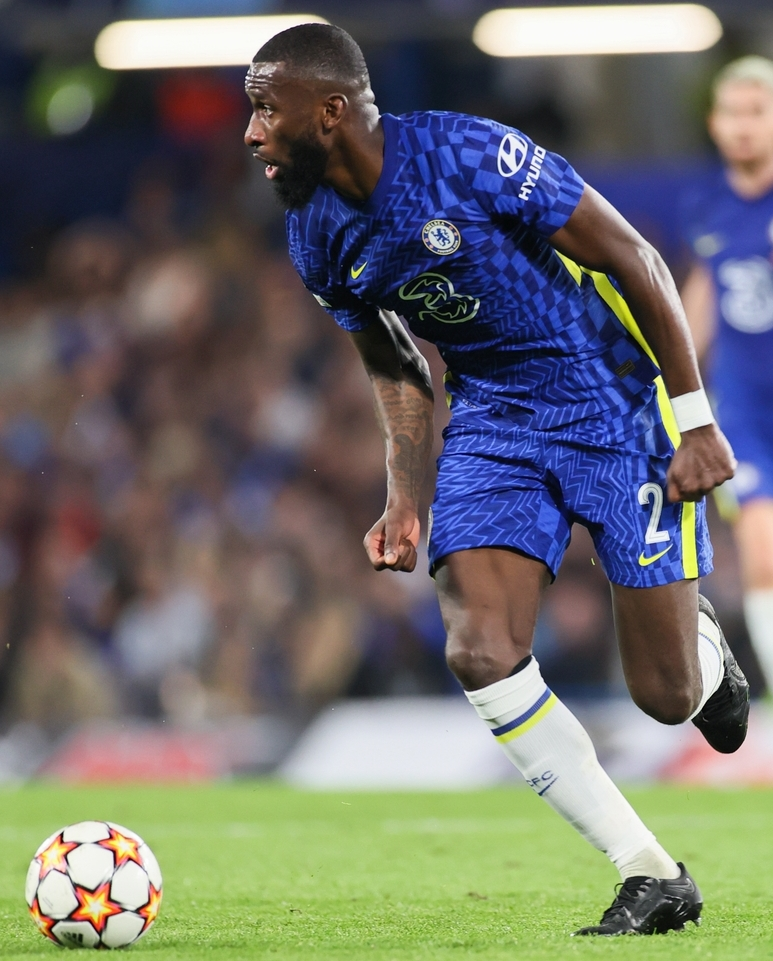
Rüdiger thi đấu cho Chelsea năm 2021

Vào ngày 9 tháng 7 năm 2017, Rüdiger gia nhập câu lạc bộ Premier League Chelsea từ Roma với giá khởi điểm là 29 triệu bảng trong hợp đồng 5 năm. Anh ấy sẽ được mặc số 2 trên áo của mình.
Anh ra mắt lần đầu tiên vào ngày 6 tháng 8 với tư cách là người thay thế Marcos Alonso ở phút 79 trong trận thua 4–1 trên chấm phạt đền trước Arsenal tại FA Community Shield 2017. Anh có trận ra mắt Premier League sáu ngày sau đó trong trận thua 3–2 trước Burnley tại Stamford Bridge. Anh ấy ghi bàn thắng đầu tiên cho Chelsea ở vòng 16 EFL Cup trong chiến thắng 2-1 trước Everton, và bàn thắng đầu tiên của anh ấy là bàn thắng duy nhất trên sân nhà trước Swansea City vào ngày 29 tháng 11 năm 2017.
Vào ngày 20 tháng 10 năm 2018, Rüdiger ghi bàn thắng đầu tiên trong mùa giải, mở tỷ số trong trận hòa 2-2 trên sân nhà trước Manchester United.
Vào ngày 22 tháng 12 năm 2019, Rüdiger đã khiếu nại về hành vi lạm dụng phân biệt chủng tộc nhắm vào anh trong trận đấu sân khách với Tottenham Hotspur. Nó đã thúc đẩy một lời kêu gọi chính phủ hành động về phân biệt chủng tộc trong bóng đá. Tuy nhiên, không có bằng chứng nào về việc lạm dụng phân biệt chủng tộc đối với Rüdiger sau cuộc điều tra của cảnh sát.
Trong lần ra sân thứ 100 ở câu lạc bộ, anh ấy đã ghi hai bàn thắng cho Chelsea, cả hai bàn thắng được kiến tạo bởi Mason Mount trong trận hòa 2–2 trước Leicester City tại Sân vận động King Power vào ngày 1 tháng 2 năm 2020.
Vào ngày 29 tháng 5 năm 2021, Rüdiger đã giành chức vô địch UEFA Champions League đầu tiên sau khi Chelsea đánh bại Manchester City với tỷ số 1–0 trong trận chung kết tại Estádio do Dragão. Vào ngày 20 tháng 5 năm 2022, Rüdiger chính thức thông báo rằng anh sẽ rời Chelsea sau 5 năm.

### Real Madrid
Vào ngày 2 tháng 6 năm 2022, Real Madrid thông báo rằng Rüdiger đã ký hợp đồng với tư cách là cầu thủ tự do cho câu lạc bộ, ký hợp đồng bốn năm bắt đầu từ mùa giải 2022–23. Vào ngày 20 tháng 6 năm 2022, Rüdiger được ra mắt với tư cách là một cầu thủ mới của Real Madrid. Anh được trao chiếc áo số 22. Vào ngày 10 tháng 8, anh ra mắt câu lạc bộ, vào sân từ băng ghế dự bị trong chiến thắng 2–0 trước Eintracht Frankfurt tại UEFA Super Cup. Bàn thắng đầu tiên của anh ấy đến vào ngày 11 tháng 9 năm 2022, ghi bàn thắng cuối cùng trong chiến thắng 4–1 trước Mallorca. Ngày 11 tháng 10, anh đánh đầu ghi bàn ở phút thứ 95 vào lưới Shakhtar Donetsk ở vòng bảng Champions League, trận đấu đội của anh hòa 1–1 và giành quyền vào vòng đấu loại trực tiếp. Trong khi nhảy lên đánh đầu, Rüdiger đã va chạm với thủ môn Shakhtar Anatoliy Trubin và bị một vết cắt trên mặt phải khâu 20 mũi.

## Sự nghiệp quốc tế
Rüdiger đủ điều kiện để chơi cho tuyển Đức và Sierra Leone - quê hương mẹ anh. Anh là một thành viên của một số đội bóng thuộc đội trẻ của Đức.
Anh đã ra mắt đội tuyển quốc gia Đức vào ngày 13 tháng 5 năm 2014 trong trận hòa 0-0 trước Ba Lan. Và lần đầu tiên thi đấu cho Đức vào ngày 11 tháng 10 năm 2014 tại vòng loại Euro 2016. Mặc dù ban đầu anh đã có mặt trong đội hình 23 người của đội tuyển quốc gia cho UEFA Euro 2016, tuy nhiên Rüdiger sau đó đã bị loại khỏi giải vì chấn thương.
Rüdiger là một phần của đội tuyển quốc gia Đức đã giành được FIFA Confederations Cup 2017 tại Nga. Anh đã chơi bốn trận trong giải đấu, bao gồm chiến thắng 1–0 trước Chile trong trận chung kết. Vào ngày 8 tháng 10 năm 2017, anh đánh đầu ghi bàn thắng quốc tế đầu tiên trong chiến thắng 5–1 trên sân nhà trước Azerbaijan ở vòng loại World Cup.
Rüdiger được đưa vào đội hình 23 người cuối cùng của Đức cho FIFA World Cup 2018 vào ngày 4 tháng 6 năm 2018. Vào ngày 23 tháng 6, anh được chọn cho trận đấu vòng bảng thứ hai với Thụy Điển khi trung vệ Mats Hummels được không góp mặt do chấn thương, trận đấu kết thúc thắng 2-1 cho Đức. Bốn ngày sau, anh không chơi trận cuối cùng ở vòng bảng và đội của anh bị Hàn Quốc loại sau thất bại 2–0. Vào ngày 19 tháng 5 năm 2021, Rüdiger được chọn vào đội hình tham dự UEFA Euro 2020. Anh ấy chơi tất cả phút trong giải đấu cho Đức khi họ bị loại bởi Anh vào vòng 16 đội.
Vào tháng 11 năm 2022, anh được gọi vào đội tuyển cho FIFA World Cup 2022 ở Qatar. Tuy nhiên, Đức đã bị loại khỏi vòng bảng khi họ đứng thứ ba sau Nhật Bản và Tây Ban Nha..

## Phong cách thi đấu
Bình thường là một trung vệ, Rüdiger là một hậu vệ đa năng, người cũng có thể chơi như một hậu vệ cánh ở hai bên cánh. Vào năm 2015, ESPN mô tả anh ta là một "... hậu vệ cao, nhanh nhẹn và thể thao, người... thoải mái với bóng dưới chân", đồng thời chào đón anh ta như một "khách hàng tiềm năng thú vị"... có tất cả các thuộc tính thể chất cần thiết để trở thành một trung vệ đẳng cấp nhất." Hồ sơ Chelsea của anh ấy cũng mô tả anh ấy là một "cầu thủ khó khăn" và "sự hiện diện chỉ huy trong không trung." Ngoài các thuộc tính thể chất mạnh mẽ và lối chơi năng nổ, anh còn được biết đến với tố chất lãnh đạo và khả năng chuyền bóng.

## Đời tư
Rüdiger là một người Hồi giáo thực hành. Anh sinh ra ở Berlin với cha là người Đức, Matthias, và mẹ là người Sierra Leon, Lily. Anh lớn lên trong khu phố Berlin-Neukölln của Berlin và là em trai cùng mẹ khác cha của Sahr Senesie. Rüdiger thường lên tiếng về phân biệt chủng tộc trong môn thể thao này, đáng chú ý nhất là sau trận đấu với Tottenham Hotspur vào ngày 24 tháng 2 năm 2020. Vào năm 2021, anh viết một bài báo cho The Players 'Tribune, có tựa đề "Bài báo này sẽ không giải quyết được nạn phân biệt chủng tộc trong bóng đá", về chủ đề này, thảo luận về những trải nghiệm của anh ấy với nạn phân biệt chủng tộc trong suốt cuộc đời và sự nghiệp của anh ấy cũng như những cách tiềm năng để chống lại nó.

## Thống kê sự nghiệp

### Câu lạc bộ
Tính đến ngày 9 tháng 7 năm 2025
| Câu lạc bộ          | Mùa giải            | Giải đấu            | Giải đấu | Giải đấu | Cúp quốc gia | Cúp quốc gia | Cúp liên đoàn | Cúp liên đoàn | Châu Âu | Châu Âu | Khác | Khác | Tổng cộng | Tổng cộng |
| Câu lạc bộ          | Mùa giải            | Hạng đấu            | Trận     | Bàn      | Trận         | Bàn          | Trận          | Bàn           | Trận    | Bàn     | Trận | Bàn  | Trận      | Bàn       |
| ------------------- | ------------------- | ------------------- | -------- | -------- | ------------ | ------------ | ------------- | ------------- | ------- | ------- | ---- | ---- | --------- | --------- |
| VfB Stuttgart II    | 2011–12             | 3. Liga             | 17       | 1        | —            | —            | —             | —             | —       | —       | —    | —    | 17        | 1         |
| VfB Stuttgart II    | 2012–13             | 3. Liga             | 4        | 2        | —            | —            | —             | —             | —       | —       | —    | —    | 4         | 2         |
| VfB Stuttgart II    | 2014–15             | 3. Liga             | 1        | 0        | —            | —            | —             | —             | —       | —       | —    | —    | 1         | 0         |
| VfB Stuttgart II    | Tổng cộng           | Tổng cộng           | 22       | 3        | —            | —            | —             | —             | —       | —       | —    | —    | 22        | 3         |
| VfB Stuttgart       | 2011–12             | Bundesliga          | 1        | 0        | 0            | 0            | —             | —             | —       | —       | —    | —    | 1         | 0         |
| VfB Stuttgart       | 2012–13             | Bundesliga          | 16       | 0        | 4            | 0            | —             | —             | 4       | 0       | —    | —    | 24        | 0         |
| VfB Stuttgart       | 2013–14             | Bundesliga          | 30       | 2        | 1            | 0            | —             | —             | 4       | 0       | —    | —    | 35        | 2         |
| VfB Stuttgart       | 2014–15             | Bundesliga          | 19       | 0        | 1            | 0            | —             | —             | —       | —       | —    | —    | 20        | 0         |
| VfB Stuttgart       | Tổng cộng           | Tổng cộng           | 66       | 2        | 6            | 0            | —             | —             | 8       | 0       | —    | —    | 80        | 2         |
| Roma (mượn)         | 2015–16             | Serie A             | 30       | 2        | 1            | 0            | —             | —             | 6       | 0       | —    | —    | 37        | 2         |
| Roma                | 2016–17             | Serie A             | 26       | 0        | 4            | 0            | —             | —             | 5       | 0       | —    | —    | 35        | 0         |
| Roma                | Tổng cộng           | Tổng cộng           | 56       | 2        | 5            | 0            | —             | —             | 11      | 0       | —    | —    | 72        | 2         |
| Chelsea             | 2017–18             | Premier League      | 27       | 2        | 6            | 0            | 5             | 1             | 6       | 0       | 1    | 0    | 45        | 3         |
| Chelsea             | 2018–19             | Premier League      | 33       | 1        | 2            | 0            | 4             | 0             | 4       | 0       | 1    | 0    | 44        | 1         |
| Chelsea             | 2019–20             | Premier League      | 20       | 2        | 4            | 0            | 0             | 0             | 2       | 0       | 0    | 0    | 26        | 2         |
| Chelsea             | 2020–21             | Premier League      | 19       | 1        | 4            | 0            | 0             | 0             | 11      | 0       | —    | —    | 34        | 1         |
| Chelsea             | 2021–22             | Premier League      | 34       | 3        | 5            | 0            | 3             | 1             | 9       | 1       | 3    | 0    | 54        | 5         |
| Chelsea             | Tổng cộng           | Tổng cộng           | 133      | 9        | 21           | 0            | 12            | 2             | 32      | 1       | 5    | 0    | 203       | 12        |
| Real Madrid         | 2022–23             | La Liga             | 33       | 1        | 5            | 0            | —             | —             | 10      | 1       | 5    | 0    | 53        | 2         |
| Real Madrid         | 2023–24             | La Liga             | 33       | 1        | 1            | 0            | —             | —             | 12      | 0       | 2    | 1    | 48        | 2         |
| Real Madrid         | 2024–25             | La Liga             | 29       | 0        | 3            | 1            | —             | —             | 13      | 2       | 9    | 0    | 54        | 3         |
| Real Madrid         | Tổng cộng           | Tổng cộng           | 95       | 2        | 9            | 1            | —             | —             | 35      | 3       | 16   | 1    | 155       | 7         |
| Tổng cộng sự nghiệp | Tổng cộng sự nghiệp | Tổng cộng sự nghiệp | 372      | 18       | 41           | 1            | 12            | 2             | 86      | 4       | 21   | 1    | 532       | 26        |

1. ↑  Bao gồm DFB-Pokal, Coppa Italia, FA Cup, Copa del Rey
2. ↑  Bao gồm EFL Cup
3. 1 2 3 4  Số lần ra sân tại UEFA Europa League
4. 1 2 3 4 5 6 7 8  Số lần ra sân tại UEFA Champions League
5. 1 2  Ra sân tại FA Community Shield
6. ↑  Một lần ra sân tại UEFA Super Cup, hai lần ra sân tại FIFA Club World Cup
7. ↑  Hai lần ra sân tại Supercopa de España, một lần ra sân tại UEFA Super Cup, hai lần ra sân tại FIFA Club World Cup
8. ↑  Số lần ra sân tại Supercopa de España
9. ↑  Hai lần ra sân tại Supercopa de España, một lần ra sân tại UEFA Super Cup, một lần ra sân tại FIFA Intercontinental Cup, năm lần ra sân tại FIFA Club World Cup

### Quốc tế
Tính đến ngày 23 tháng 3 năm 2025
| Đội tuyển quốc gia | Năm       | Trận | Bàn |
| ------------------ | --------- | ---- | --- |
| Đức                | 2014      | 5    | 0   |
| Đức                | 2015      | 2    | 0   |
| Đức                | 2016      | 4    | 0   |
| Đức                | 2017      | 11   | 1   |
| Đức                | 2018      | 7    | 0   |
| Đức                | 2019      | 1    | 0   |
| Đức                | 2020      | 7    | 0   |
| Đức                | 2021      | 12   | 1   |
| Đức                | 2022      | 8    | 0   |
| Đức                | 2023      | 9    | 1   |
| Đức                | 2024      | 11   | 0   |
| Đức                | 2025      | 2    | 0   |
| Tổng cộng          | Tổng cộng | 79   | 3   |

#### Bàn thắng cho đội tuyển quốc gia
Bàn thắng và tỉ số của đội tuyển Đức được để trước.
| #  | Ngày                 | Địa điểm                                       | Đối thủ    | Bàn thắng | Kết quả | Giải đấu                      |
| -- | -------------------- | ---------------------------------------------- | ---------- | --------- | ------- | ----------------------------- |
| 1. | 8 tháng 10 năm 2017  | Sân vận động Fritz Walter, Kaiserslautern, Đức | Azerbaijan | 3–1       | 5–1     | Vòng loại FIFA World Cup 2018 |
| 2. | 8 tháng 9 năm 2021   | Laugardalsvöllur, Reykjavík, Iceland           | Iceland    | 2–0       | 4–0     | Vòng loại FIFA World Cup 2022 |
| 3. | 18 tháng 10 năm 2023 | Lincoln Financial Field, Philadelphia, Hoa Kỳ  | México     | 1–0       | 2–2     | Giao hữu                      |

## Danh hiệu

### Câu lạc bộ

#### Chelsea
- FA Cup: 2017–18
- UEFA Europa League: 2018–19
- UEFA Champions League: 2020–21
- UEFA Super Cup: 2021
- FIFA Club World Cup: 2021

#### Real Madrid
- La Liga: 2023–24[51]
- Copa del Rey: 2022–23
- Supercopa de España: 2023–24
- UEFA Champions League: 2023–24
- UEFA Super Cup: 2022, 2024
- FIFA Club World Cup: 2022
- FIFA Intercontinental Cup: 2024

### Quốc tế
- FIFA Confederations Cup: 2017

### Cá nhân
- Fritz Walter Medal U19 Gold: 2012[52]
- Đội hình xuất sắc nhất mùa giải của UEFA Champions League: 2020–21[53] , 2021–22[54].
- PFA Team of the Year: Premier League 2020-21[55]
- Đội hình xuất sắc năm của ESM:  2021-22